# Pojedynek (film 1977)
Pojedynek (ang. The Duellists) – brytyjski dramat historyczny z 1977, debiut reżyserski Ridleya Scotta. Film powstał na podstawie opowiadania Josepha Conrada pt. „Pojedynek”, wydanego w 1908 w tomie Sześć opowieści.

## Fabuła
Akcja rozgrywa się w czasie wojen napoleońskich. Porucznik Armand d’Hubert, działając z polecenia przełożonych, doręcza porucznikowi Gabriel Feraudowi rozkaz pozostania w areszcie domowym. Ten odbiera to jako osobistą zniewagę i wyzywa d’Huberta na pojedynek. Walka nie zostaje rozstrzygnięta. Od tej pory obaj oficerowie na przestrzeni kilkunastu lat spotykają się kilkukrotnie, każdorazowo podejmując przerwaną walkę.

## Nagrody
Film zdobył nagrodę dla najlepszego debiutu na 30. Międzynarodowym Festiwalu Filmowym w Cannes.

## Obsada
- Keith Carradine – Armand d'Hubert
- Harvey Keitel – Gabriel Feraud
- Albert Finney – Fouche
- Edward Fox – pułkownik
- Cristina Raines – Adele
- Robert Stephens – generał Treillard
- Tom Conti – dr Jacquin
- John McEnery – Chevalier